# 臺北市萬華區大理國民小學
臺北市萬華區大理國小雙語教育學校 (英語：Taipei Municipal Dali Elementary School)，簡稱大理國小，是一所位於臺北市萬華區艋舺大道的市立國民小學。該校之學區範圍為萬華區和德里、和平里、綠堤里及糖廍里。

## 歷程事記
- 1954年開始籌建
- 1955年創校，定名為台北市雙園區大理國民學校，初期假龍山、雙園國校禮堂二間上課，
- 1957年2月，校舍六間落成即遷入現校址，先期係實施二部制上課，大理國小位於鐵路縱貫線旁，當時是過淡水河進入台北市的第一個學校。
- 1973年3月，更名為台北市雙園區大理國民學校
- 1985年，增設大理附幼並開始招生大班四班
- 1987年，增設語言障礙校正班
- 1990年，更名台北市萬華區大理國民小學
- 1991年，新設電腦教室一間
- 1998年6月，增設電腦教室一間，以64K專線連上INTERNET
- 1999年6月，改善多媒體網路電腦教室，改以ADSL專線上網
- 2001年3月，班班有電腦完成第一期工程，主幹以光纖舖設
- 2015年12月5日，辦理60週年校慶活動
- 2022年10月29日，成立大理國小小提琴校隊
- 2022年12月19日，教育局核定大理國小為「雙語教育學校」(北市教中字第1113105893號)
- 2023年2月11日，大理國小小提琴校隊加入中、大提琴分部，擴編為弦樂團校隊
- 2023年8月1日，獲教育局核定壘球重點發展，大理國小成立壘球校隊，招生棒壘球選手及辦理高國中小三級培訓。

## 歷任校長
- 王金振，1955年
- 鄭福林，1958年
- 賴映光，1962年
- 鄭燦，1965年
- 莊杏林，1967年
- 顏炳欽，1972年
- 陳煌仁，1978年
- 曾水木，1982年
- 陳智育，1988年
- 范明鐸，1995年—2001年(2001.02任內因血癌辭世。2001.03月師生為紀念名明鐸校長，校內發起投票表決，最終將教學樓命名為「明鐸樓」。)
- 邱豐盛，2001年2月—2001年8月（教務主任代理），2001年8月—2008年(經校長遴選後真除，後轉任古亭國小校長，旋於轉任至福星國小校長榮退)
- 虞志長，2008年—2015年7月(後轉任吉林國小校長)
- 張嘉芬，2015年8月—2022年7月(首位女性校長，後轉任南港國小校長)
- 楊聖哲，2022年8月—

## 校歌
大理好！大理好！
大理真正好！
公誠勤樸志氣豪，
我們是國家的好兒童，
我們是未來的主人翁。
孝順父母敬師長，
仁愛為懷品德高；
我們的身體好，
我們的手腦巧；
團結一致力量大，
盡心盡力家國保。
大理好！大理好！
大理真正好！
公誠勤樸志氣豪，
我們是國家的好兒童，
我們是未來的主人翁。

## 學校發展願景
- 優質、快樂、創新
- 營造快樂學習的溫馨校園，啟發多元性學生智能
- 打造專業服務的教學團隊，開發全方位教育效能
- 塑造卓越創新的教育樂園，激發高品質教育產能

## 社團
- 音樂性社團：弦樂團，烏克麗麗隊
- 體育性社團：棒壘球隊，田徑隊，熱舞社
- 民俗性社團：扯鈴隊，皮影隊，太鼓隊，客家語話劇社，客語舞蹈社
- 藝能性社團：校園音樂劇社、和平海報社
- 保健性社團：潔牙隊
- 服務性社團：幼童軍，典禮服務隊，衛生隊，糾察隊

## 外部連結
- 臺北市大理國民小學 （页面存档备份，存于）